# Košík
Košík (německy Koschik) je obec ležící v okrese Nymburk, asi 18 km severovýchodně od Nymburku. Žije zde 358 obyvatel. Katastrální území Košíku má rozlohu 1468 ha.

## Historie
První písemná zmínka o obci pochází z roku 1420.

### Územněsprávní začlenění
Dějiny územněsprávního začleňování zahrnují období od roku 1850 do současnosti. V chronologickém přehledu je uvedena územně administrativní příslušnost obce v roce, kdy ke změně došlo:
- 1850 země česká, kraj Jičín, politický okres Jičín, soudní okres Libáň[4]
- 1855 země česká, kraj Jičín, soudní okres Libáň
- 1868 země česká, politický okres Jičín, soudní okres Libáň
- 1939 země česká, Oberlandrat Jičín, politický okres Jičín, soudní okres Libáň[5]
- 1942 země česká, Oberlandrat Hradec Králové, politický okres Jičín, soudní okres Libáň[6]
- 1945 země česká, správní okres Jičín, soudní okres Libáň[7]
- 1949 Hradecký kraj, okres Jičín[8]
- 1960 Středočeský kraj, okres Nymburk
- 2003 Středočeský kraj, okres Nymburk, obec s rozšířenou působností Nymburk

### Rok 1932
V obci Košík (496 obyvatel) byly v roce 1932 evidovány tyto živnosti a obchody: 2 cihelny, 2 hostince, hromosvody, kolář, kovář, krejčí, pekař, obchod se smíšeným zbožím, spořitelní a záložní spolek pro obec Košík, studnař, trafika, truhlář.

## Části obce
- Doubravany
- Košík
- Sovolusky
- Tuchom

V letech 1960–1990 k obci patřily i Seletice.

## Doprava
Do vesnice vedou silnice III. třídy. Železniční trať ani stanice na území obce nejsou. Nejblíže obci je železniční stanice Rožďalovice ve vzdálenosti čtyři kilometry na trati Nymburk–Jičín
V roce 2011 v obci zastavovaly autobusové linky Mladá Boleslav – Rožďalovice (v pracovní dny jeden spoj, dopravce Transcentrum bus) a Nymburk–Rožďalovice (v pracovní dny pět spojů, dopravce Okresní autobusová doprava Kolín. O víkendu byla obec bez dopravní obsluhy.

## Osobnosti
- Josef Holý (1874–1928), politik
- Jiří Fiala (* 1963), aktivista